# Onomastyka
Onomastyka – dział językoznawstwa zajmujący się nazwami (imionami) własnymi. Nauka ta bada sposób tworzenia nazw własnych oraz ich rozwój historyczny. Nazwy własne (zwane też onimami) cechują się tym, że odnoszą się do konkretnych przedmiotów, a nie do ich klasy (por. gr. όνομα, ónōma – „imię”). Onomastyka zajmuje się m.in. nazwami miejscowości, imionami i nazwiskami.
Przedmiotem onomastyki jest klasyfikacja nazw własnych, badanie ich pochodzenia (etymologii), budowy słowotwórczej i tych właściwości gramatycznych, które je odróżniają od nazw pospolitych. W obszarze badań znajduje się także związek między nazwami własnymi a apelatywami. W przeciwieństwie do starszej etymologii onomastyka zajmuje się nie tylko językową stroną imion własnych, ale również aspektami pozajęzykowymi. W tym celu onomastyka wykorzystuje zarówno wiedzę językoznawczą (fonologiczną, leksykologiczną itp.), jak i osiągnięcia dyscyplin niezwiązanych ściśle z językiem (np. etnologii, geografii czy historii). Jest powiązana z innymi gałęziami językoznawstwa takimi jak dialektologia historyczna.
Onomastyka analizuje sposoby funkcjonowania nazw własnych w systemie językowym oraz ich rolę w komunikacji. Przedstawia ich ewolucję i stan współczesny nazewnictwa. Materiał badany jest zarówno w aspekcie diachronicznym, jak i synchronicznym. Dla przykładu: dzięki nazwom własnym zapisanym w średniowiecznych źródłach (dyplomy, księgi sądowe, kazania kościelne itp.) można poznać właściwości języka z czasów dawnych (np. średniowiecze, renesans).

## Rys historyczny
Onomastyka rozwinęła się w drugiej połowie XIX wieku w związku z ogólnym rozwojem językoznawstwa porównawczego. Twórcą onomastyki słowiańskiej był Franc Miklošič, z którego prac korzystali w Polsce historycy (m.in. Tadeusz Wojciechowski, Franciszek Bujak), a także etnografowie i językoznawcy (m.in. Jan Karłowicz). Onomastyka polska rozwinęła się za sprawą: Jana Rozwadowskiego, Mikołaja Rudnickiego, Witolda Taszyckiego i Stanisława Rosponda.

## Główne gałęzie onomastyki
Główne działy badawcze onomastyki to:
- antroponimia/antroponomastyka[6] (od greckiego ánthrōpos „człowiek”[7]) – zajmuje się badaniem nazw osobowych,
- toponimia/toponomastyka[6] (od greckiego topos „miejsce”') – zajmuje się badaniem nazw miejscowych.

Szczegółowe poddziały badawcze onomastyki to m.in.:
- choronimia (od greckiego choros, kraj) – nauka o nazwach części świata, krain i państw,
- chrematonimia (od greckiego chrema, rzecz, towar, zdarzenie) – nauka o nazwach własnych wytworów kultury ludzkiej, np. domy (np. dom Pod Zielonym Kogutem), szkoły (np. Szkoła Podstawowa im. Marii Konopnickiej), teatry (np. Teatr Narodowy, Teatr Rozmaitości), narzędzia, pojazdy ziemne i wodne (np. statek Batory, Dar Pomorza),
- etnonimia (od greckiego ethnos, lud) – nauka o nazwach plemion,
- fitonimia – nauka o nazwach własnych roślin,
- hydronimia (od greckiego hydōr, woda) – nauka o nazwach wodnych,
- oronimia (od greckiego oros, góra) – nauka o nazwach górskich,
- zoonimia – nauka o nazwach własnych zwierząt,
- kosmonimia – nauka o nazwach obiektów znajdujących się w Układzie Słonecznym oraz nazwach przyrządów do badania tegoż Układu

## Bibliografie i czasopisma onomastyczne
Prace onomastyczne uczonych polskich i zagranicznych rejestruje Bibliografia onomastyki polskiej. Bibliografie publikacji wydanych do 1958 roku włącznie opracował Witold Taszycki przy współudziale M. Karasia i A. Turasiewicza (Bibliografia onomastyki polskiej:1960), kolejne opracowanie, rejestrujące publikacje poświęcone onomastyce od roku 1959 do 1970 włącznie, opracował również W. Taszycki z pomocą M. Karasia i A. Turasiewicza (Bibliografia onomastyki polskiej: 1972), stan badań onomastycznych za lata 1970–1980 opracował zespół pod redakcją K. Rymuta (Bibliografia onomastyki polskiej: 1983). 
Czasopisma z zakresu bibliografii obejmujące onomastykę światową: „Onoma” (Belgia), „Onomastica” (Polska).